# ベアトリス・キャメロン

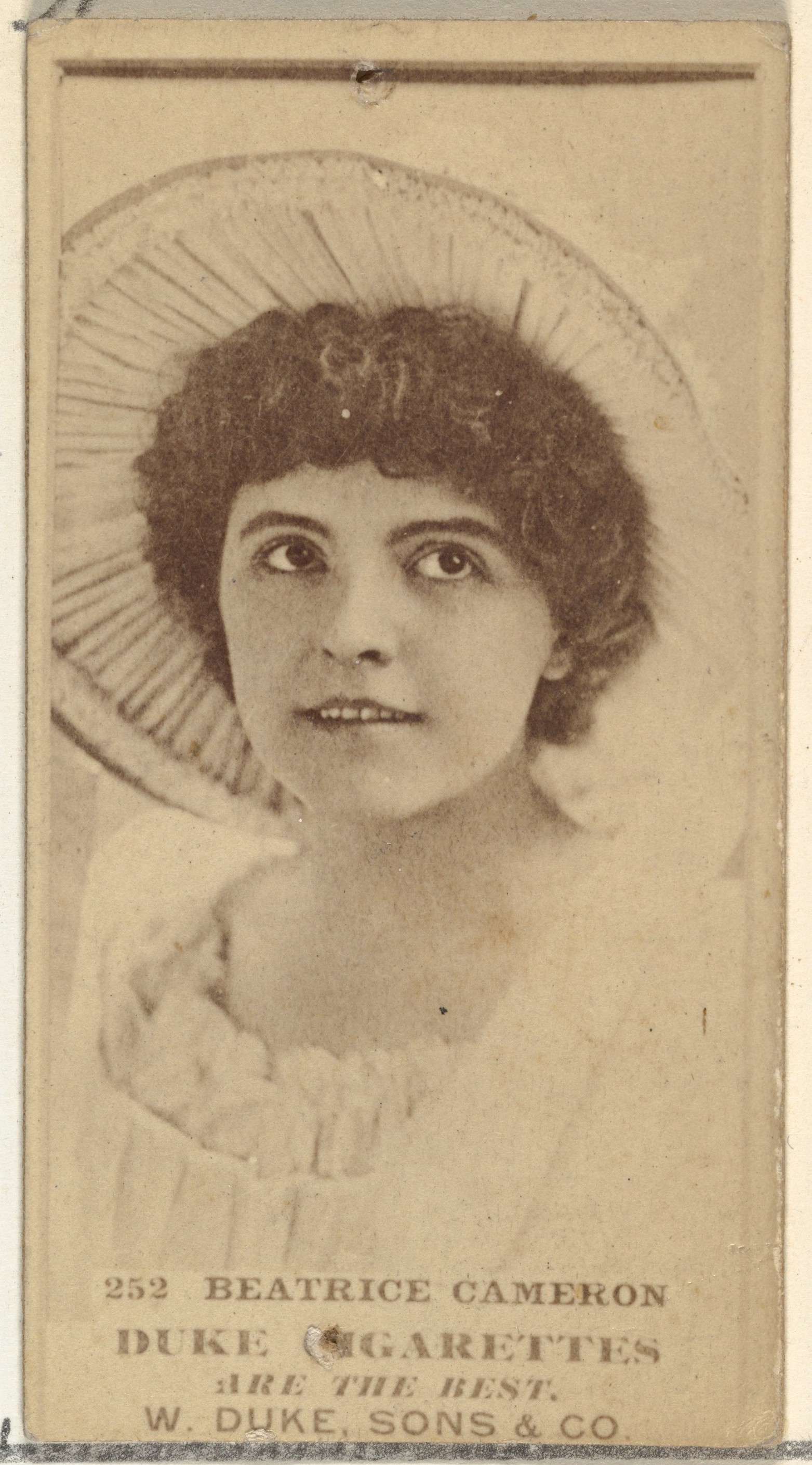
デューク・サンズ社発行の「俳優・女優」シリーズよりベアトリス・キャメロン（N145-7）。1880年代 メトロポリタン美術館蔵

ベアトリス・キャメロン（Beatrice Cameron、1868年 - 1940年7月12日）は、アメリカ合衆国の舞台女優である。リチャード・マンスフィールド一座の看板女優であり、1892年にマンスフィールドと結婚した。1898年に引退した。本名はスーザン・マンスフィールド（旧姓ヘゲマン）。

## 生涯
1868年にトロイニューヨーク州でスーザン・ヘゲマン(Susan Hegeman)として生まれた。
キャメロンの初舞台は、ブロードウェイのマディソン・スクエア劇場で上演されたコーラ・アーカート・ブラウン＝ポッター主演の『真夜中の結婚』である。リハーサル中に脇役の一人が体調を崩したため、キャメロンが急遽代役となり、翌日夜の本番までに台詞と振り付けを覚えた。
ロバート・B・マンテル劇団の舞台に出演した後、1886年にリチャード・マンスフィールド劇団に入団した。マンスフィールド一座で最初に出演した作品は喜劇『カール王子』だった。1887年、ブロードウェイで上演された『ジキル博士とハイド氏』にアグネス・キャロウ役で出演し、その後もこの役で各地の公演に主演した。ロンドンでは『レスビア』（主演）と『リチャード三世』に初出演した。アメリカに帰国後の1889年12月、ブロードウェイのパーマー劇場におけるヘンリク・イプセンの『人形の家』の初演にノラ役で出演した。キャメロンはマンスフィールド一座で13の作品に出演した。
1892年8月15日にマンスフィールドと結婚した。結婚後もマンスフィールド一座の舞台に立ち上げた。子供の出産を前にした1898年2月12日にシカゴのグランド・オペラ・ハウスで行われた公演を最後に、正式に女優を引退した。引退後は、1900年1月8日にガーデン・シアターで行われたジョージ・バーナード・ショーの舞台作品『武器と人』のレイナ役で一度だけ舞台に立った。
1898年8月8日に一人息子のジョージ・ギブス・マンスフィールドが生まれた。ジョージは後にファーストネームを父と同じリチャードに改め、両親と同じ俳優への道を進んだ。
1907年8月30日に夫が肝癌で死去した。
アメリカが第一次世界大戦に参戦すると、息子のリチャードはアメリカ陸軍に入隊したが、テキサスで訓練中に髄膜炎にかかり、1918年4月3日に死亡した。
1920年、キャメロンはトルコ・アルメニア戦争で救援活動に従事した。その後、シリアやチェコスロバキアでの救援活動にも参加した。また、女性参政権を支持し、女性投票者連盟で活動した。
夫の死後、キャメロンは夫が使っていた舞台衣装をスミソニアン博物館とカーネギー工科大学に寄贈した。1925年に、「リチャード・マンスフィールド・プレイヤーズ」という劇団を結成した。1932年には、マンスフィールドを記念して『武器と人』の再演を行った。
1940年7月12日、冠動脈血栓症によりコネチカット州ニューロンドンの自宅で死去した。